# Kasba (muziekgroep)

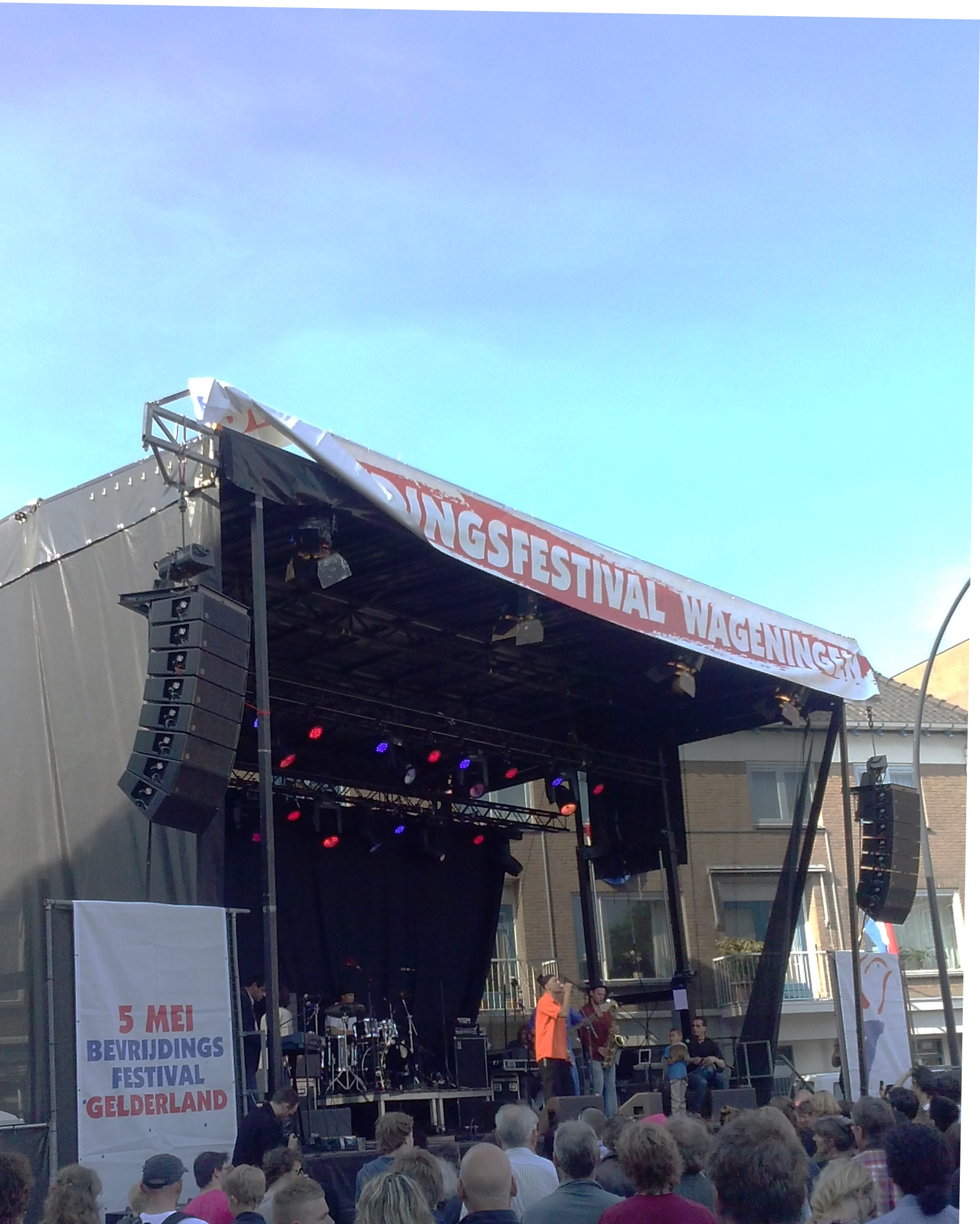
Kasba op het Bevrijdingsfestival in Wageningen (2014)

Kasba is een Nederlands-Marokkaanse muziekgroep. Kasba mixt Noord-Afrikaanse muziekstijlen met westerse stijlen. Kasba werkte de laatste 10 jaar samen met tal van artiesten zoals Paul de Leeuw, het Metropole Orkest, Frank Boeijen en BLØF. Ook stond in 2004 een nummer van Kasba gedurende 3 maanden op nummer 1 in de Marokkaanse hitparade. In Nederland werd de band genomineerd voor verschillende prijzen, waaronder "Beste Nederlandse wereldmuziekact". Het laatste album, Sodfa, kwam in 2011 uit. Kasba speelt nummers van Sodfa in het voorjaar van 2012 op festivals in Nederland, België, Colombia en Marokko. Daarnaast zijn vier nummers van het nieuwe album te horen in de speelfilm Pizza Maffia van Tim Oliehoek die vanaf 17 februari 2011 in de Nederlandse bioscopen te zien was.

## Historie
In 2002 speelde Kasba op het huwelijksfeest van prins Willem Alexander en prinses Máxima in de Amsterdam Arena. Het optreden was in 46 landen te zien en de groep werd snel bekender. Ook het debuutalbum Sidi Yahya verscheen in 2002 en Kasba toerde door Marokko en speelde verder op festivals en in grotere zalen. Het tweede album Chouf Chouf volgde in 2003, het nummer Yama Bomba van dat album bereikte medio juni de Marokkaanse hitparade en stond 3 maanden op nummer 1. Een op de Marokkaanse zender RTM uitgezonden concert in augustus van dat jaar trok 23 miljoen kijkers. In Nederland bereikte het album Chouf Chouf de OOR-top 25 met beste underground albums van dat jaar. In 2005 werkte Kasba met samen tv-presentator Paul de Leeuw op zijn album "Duizel mij". Het jaar erop verscheen er een documentaire genaamd Kasba in de polder over de band. De documentaire werd uitgezonden door de IKON. In 2007 kwam het album ZigZag uit. Er werd op twee nummers samengewerkt met DJ's, te weten DJ Idriss en DJ mps-PILOT. De remix van Bambara door DJ Idriss stond twee weken op de eerste plaats van de XChart van FunX radio.
In 2008 gaf Kasba acte de présence op het Mawazinefestival in Rabat, waar dat jaar ook Whitney Houston en Amr Diab optraden. Ook had de band de eerste try-out shows van het akoestische album Darna dat in april 2009 uitkwam. In april 2009 trad de groep op op het Ollin Kan-festival in Mexico. In de zomer van datzelfde jaar gaf Kasba concerten in Europa en in Marokko. Ook was de groep te zien op de Nederlandse televisie tijdens een speciale uitzending voor het suikerfeest dat in het concertgebouw in Amsterdam werd opgenomen. Ze speelde het nummer C'est pas ça samen met het Metropole Orkest. In 2011 werd het album Sodfa in de Amsterdamse Paradiso aan het publiek gepresenteerd. Vier nummers van het album zijn gebruikt voor de speelfilm Pizza Maffia van regisseur Tim Oliehoek. In 2012 vertolkte Kasba een gastrol in de film Doodslag van Theo Maassen. In datzelfde jaar speelde de groep in de Colombiaanse hoofdstad Bogota.